# Hazel Crest (Illinois)
Hazel Crest est un village situé dans le comté de Cook en proche banlieue de Chicago dans l'État de l'Illinois aux États-Unis.

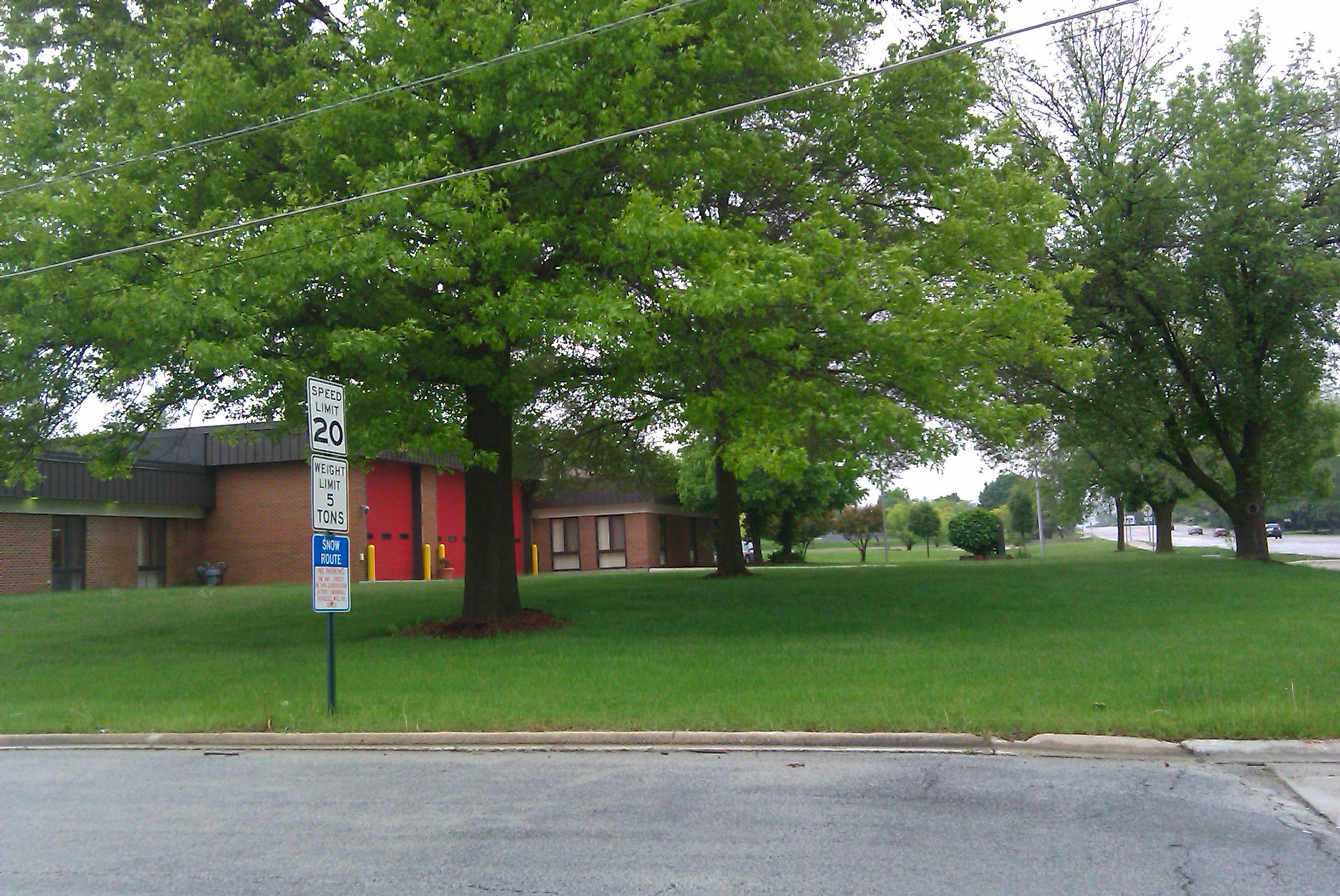
Le service d'incendie de Hazel Crest a compétence à Hazel Crest.